# Цубаки, Аяко
Аяко Цубаки (椿•文子 родилась 3 декабря 1969 года в гор.Мукава, префектура Хоккайдо) — конькобежка, специализирующаяся в шорт-треке. Участвовала в Олимпийских играх 1994 и 1998 годов. Двукратная бронзовый призёр чемпионатов мира.

## Спортивная карьера
Аяко Цубаки родилась в городе Мукава, где и начала кататься на коньках, тогда же занялась конькобежным спортом. В национальную сборную по шорт-треку попала в 1993 году и выступила на чемпионате мира в Пекине, где заняла с командой в эстафете 9-е место. В начале 1994 года на Олимпийских играх в Лиллехаммере Аяко выступала на дистанциях 500 и 1000 метров, и заняла соответственно 9-е и 10-е места, позже на чемпионате мира в Гилфорде заняла 6 место в эстафете и 13-е в абсолютном зачёте. Следующие 2 года на чемпионатах мира стала 6-й и 4-й в эстафете, а в марте 1997 года выиграла бронзовую медаль на домашнем чемпионате мира в Нагано в эстафете. На командном чемпионате мира в Сеуле также заняла третье место. На Олимпийских играх в Нагано заняла 25-е место на 500 м, а в эстафете осталась запасной. После Олимпиады закончила карьеру спортсменки.

## Работа тренером
Аяко Цубаки после завершения карьеры работала офисным сотрудником, позже была тренером сборной по шорт-треку в 2010 году на Олимпийских играх в Ванкувере.